# Doug Acomb
Douglas Raymond Acomb (* 15. Mai 1949 in Toronto, Ontario) ist ein ehemaliger kanadischer Eishockeyspieler, der unter anderem für die Toronto Maple Leafs in der National Hockey League gespielt hat.

## Karriere
Doug Acomb begann seine Karriere als Eishockeyspieler bei den York Steel, für das er in der Saison 1965/66 in 40 Spielen in der Ontario Hockey Association spielte. Anschließend spielte er von 1965 bis 1969 für die Toronto Marlboros in der OHA und gewann 1967 den Memorial Cup mit seiner Mannschaft. Zu Beginn der Saison 1969/70 durfte Acomb zwei Spiele für die Toronto Maple Leafs in der National Hockey League bestreiten, ehe er die restliche Spielzeit bei den Tulsa Oilers aus der Central Hockey League und den Buffalo Bisons aus der American Hockey League verbrachte. 
Nach einer Saison bei den Phoenix Roadrunners in der Western Hockey League (1970/71), kehrte Acomb für weitere drei Jahre in die OHA zurück, in der er für die Barrie Flyers spielte. Seine einzige Spielzeit außerhalb Nordamerikas verbrachte der Kanadier 1974/75 beim Wiener EV in Österreich. Die Saison schloss er allerdings bei den Port Huron Flags aus der International Hockey League ab. Seine Karriere beendete Acomb schließlich 1976 bei seinem Ex-Club aus der OHA, den Barrie Flyers.

## Erfolge und Auszeichnungen
- 1967 Memorial-Cup-Gewinn mit den Toronto Marlboros
- 1970 Calder-Cup-Gewinn mit den Buffalo Bisons
- 1973 OHA-Sr. First All-Star Team
- 1976 OHA-Sr. First All-Star Team